# Cogomella vinosa

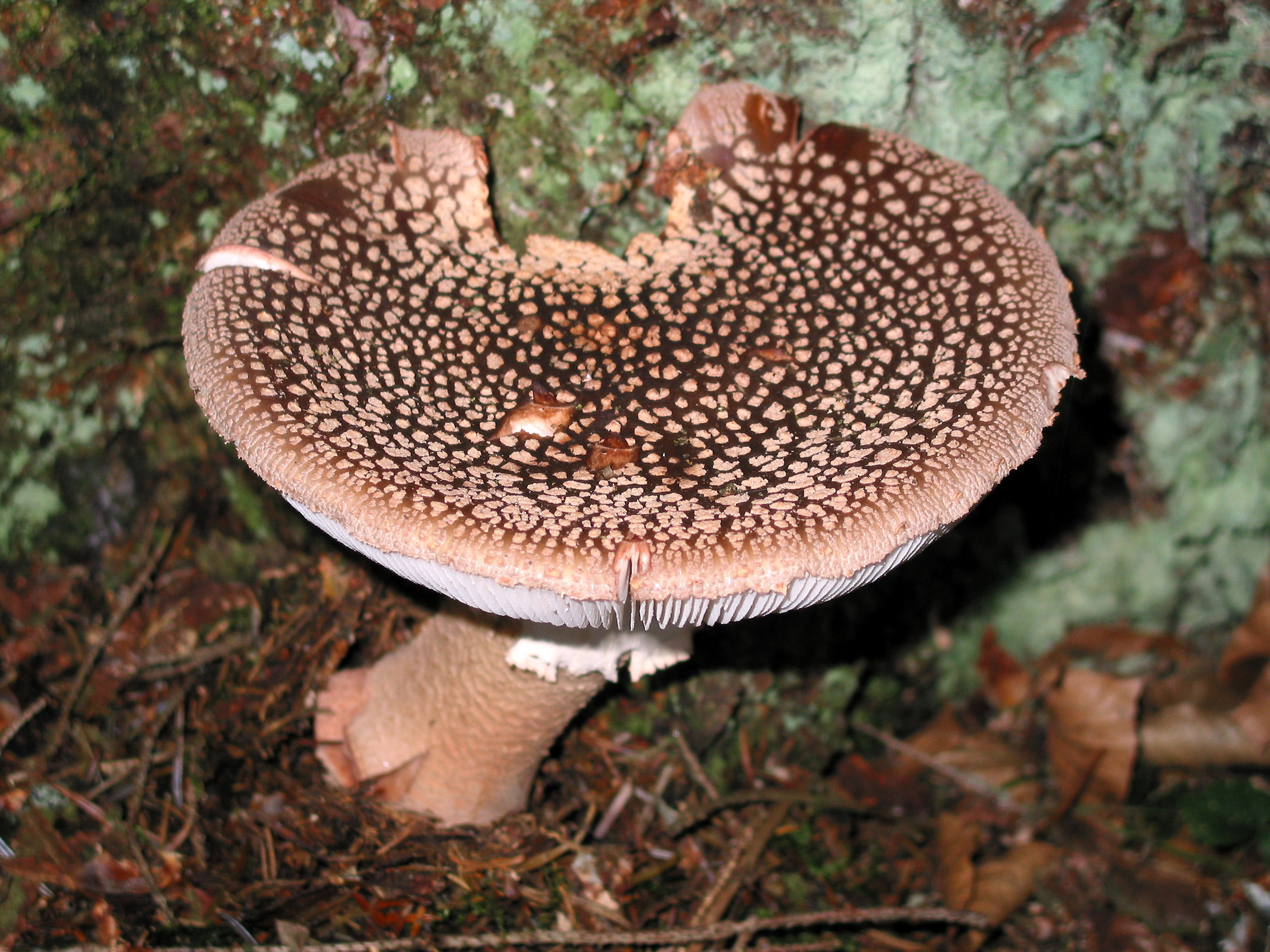
Amanita rubescent.

La cogomella vinosa(Amanita rubescens), també coneguda per farinera vinosa, vinosa i cua de cavall, és una cogomella que tendeix a envermellir quan es fa vella o quan se la frega amb els dits.
Es troba a Europa i l'est d'Amèrica del Nord. Encara que sigui comestible la possibilitat de confusió amb altres espècies tòxiques del seu gènere Amanita aconsella evitar menjar-lo.

## Morfologia
Aquest bolet té la típica fesomia de les amanites, amb un barret de 5 a 15 cm de diàmetre de color marró vermellós, convex al principi i que s'aplana amb el temps, de color variable, sovint bru rogenc, semblant al vi de taula (a aquesta característica es refereix el seu nom popular de "vinosa"), però també rosat i grogós, amb esquames desiguals de color grisenc o rosat irregularment repartides. Làmines blanques, atapeïdes, que amb el temps, o si se les toca, prenen coloracions rosades.
Peu de fins a 20 cm d'alçària, blanc o rosat tacat de vermell a la base i a les ferides, guarnit amb un anell blanc o rosat, membranós, estriat. La base acaba amb un bulb de forma més o menys arrodonida, de vegades en forma de nap, on a penes es veuen restes del vel, puix que gairebé tot ell queda enganxat sobre el barret en forma d'esquames i no hi ha volva.
Carn blanca, tova, rosada en contacte amb l'aire o si es toca, sovint atacada de larves.
Té un capell convex de color marró vermellós que fa uns 15 cm de diàmetre. La seva carn és blanca, però exposada a l'aire es torna rosada. Aquesta característica serveix per diferenciar-la de la tòxica Amanita pantherina. L'estípit o peu és blanc i fa uns 15 cm d'alt. Per sota del capell les làmines són blanques i quan es danyen mostren taques roges.
El seu anell és estriat a la part superior cosa que també el distingeix d’Amanita pantherina.
Les espores són blanques, amiloides, d'uns 8 per 5 µm de mida.

## Hàbitat
Surt a l'estiu i a la tardor, tant a les pinedes com en boscos de caducifolis, sense preferències marcades.
És comú a gran part d'Europa i est d'Amèrica del Nord, creix en sòls pobres i també en boscos de caducifolis o de coníferes. A Àfrica del Sud es va introduir de forma accidental per arbres importats d'Europa.

## Comestibilitat
És un bolet comestible sense valor, que convé coure molt bé si algú pretén menjar-ne. Millor rebutjar-lo per la possibilitat de confondre'l amb les amanites metzinoses.
En estat cru el gust que té és suau, però té un reragust agre. No té una olor forta.

## Possibles confusions amb altres espècies
Potser es pot confondre amb altres amanites com el pixacà (Amanita pantherina), de tonalitats més brunes i esquames del capell blanques, i amb la cua de cavall grossa (Amanita spissa) de peu radicant. Cap d'aquests dos bolets enrogeix com l'amanita rubescent.

## Altres espècies similars
Molt estretament relacionades són Amanita brunneolocularis, Amanita orsonii, Amanita rubescens var. alba, i Amanita rubescens var. congolensis.

## Verí
Amanita rubescens conté un verí hemolític en estat cru; la toxina es destrueix en la cocció.
Alguns experts recomanen evitar el consum de qualsevol espècie d'Amanita.

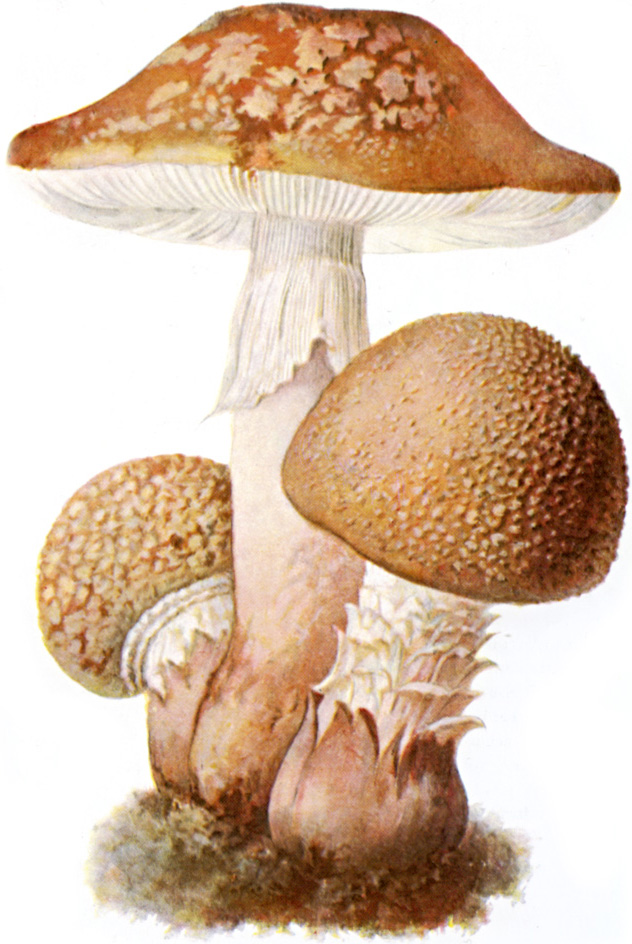
Il·lustració d'exemplars d'amanita rubescent
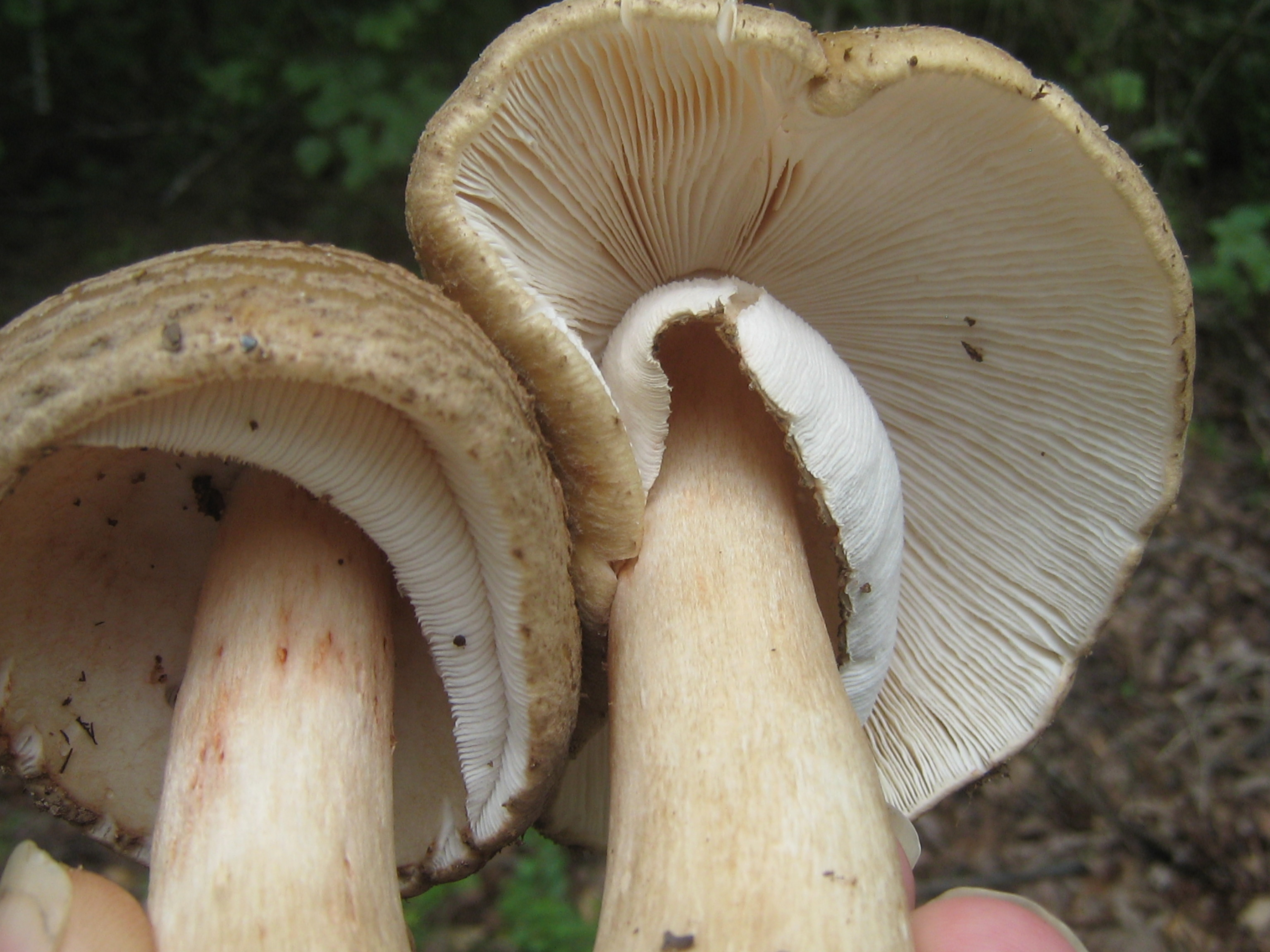
Amanita amerirubescens
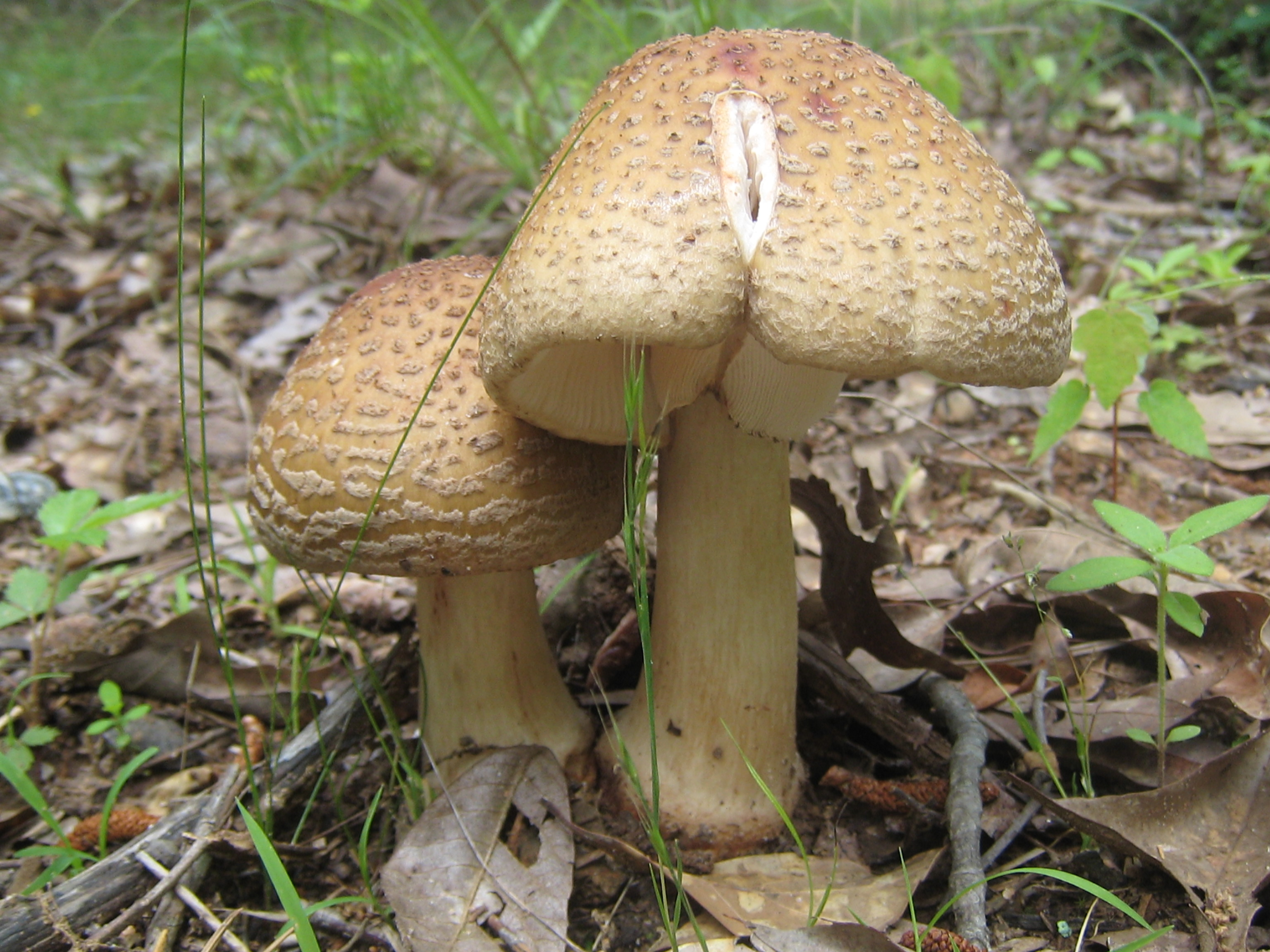
Amanita amerirubescens
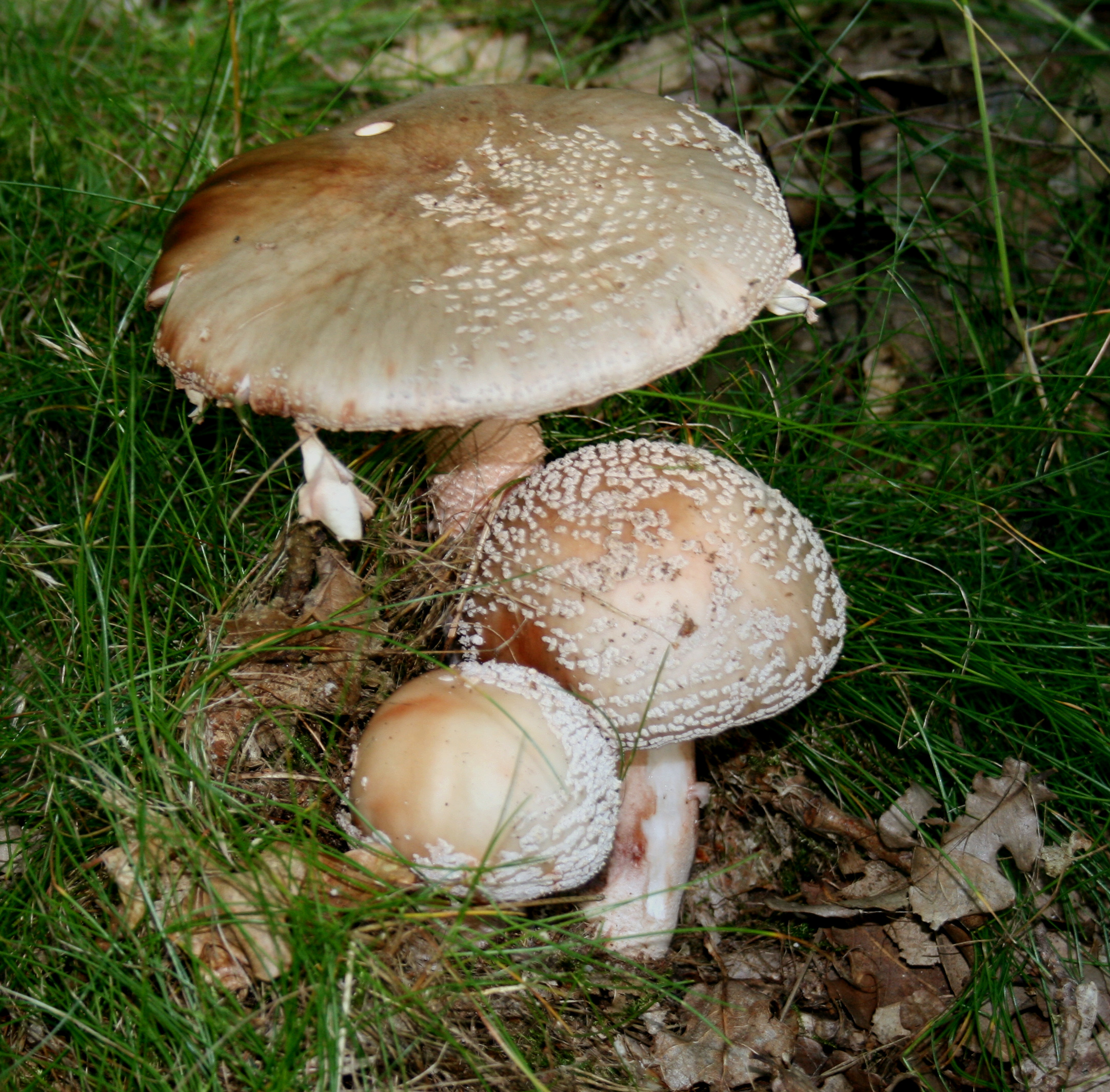
diferent edat
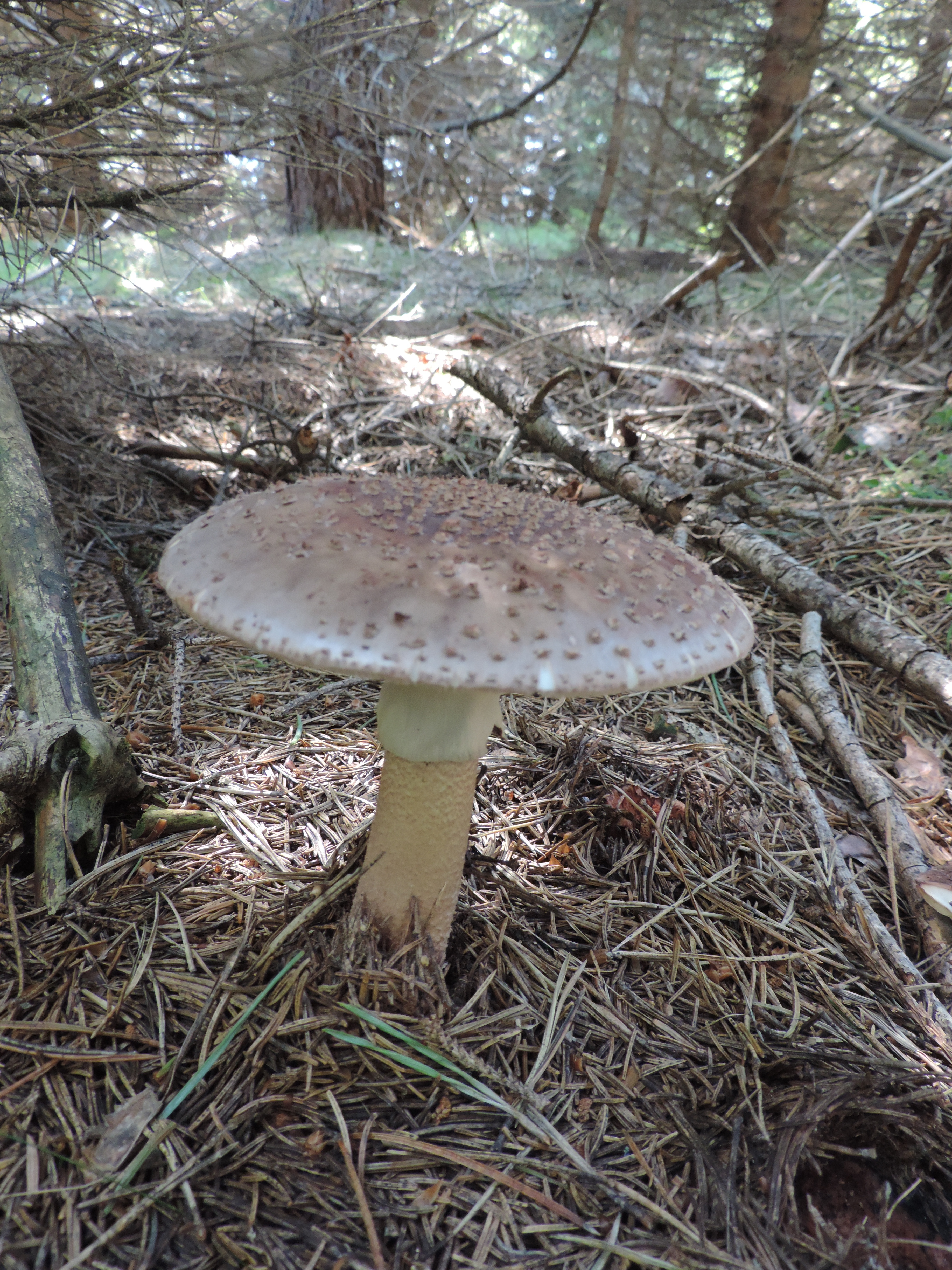
Amanita rubescens
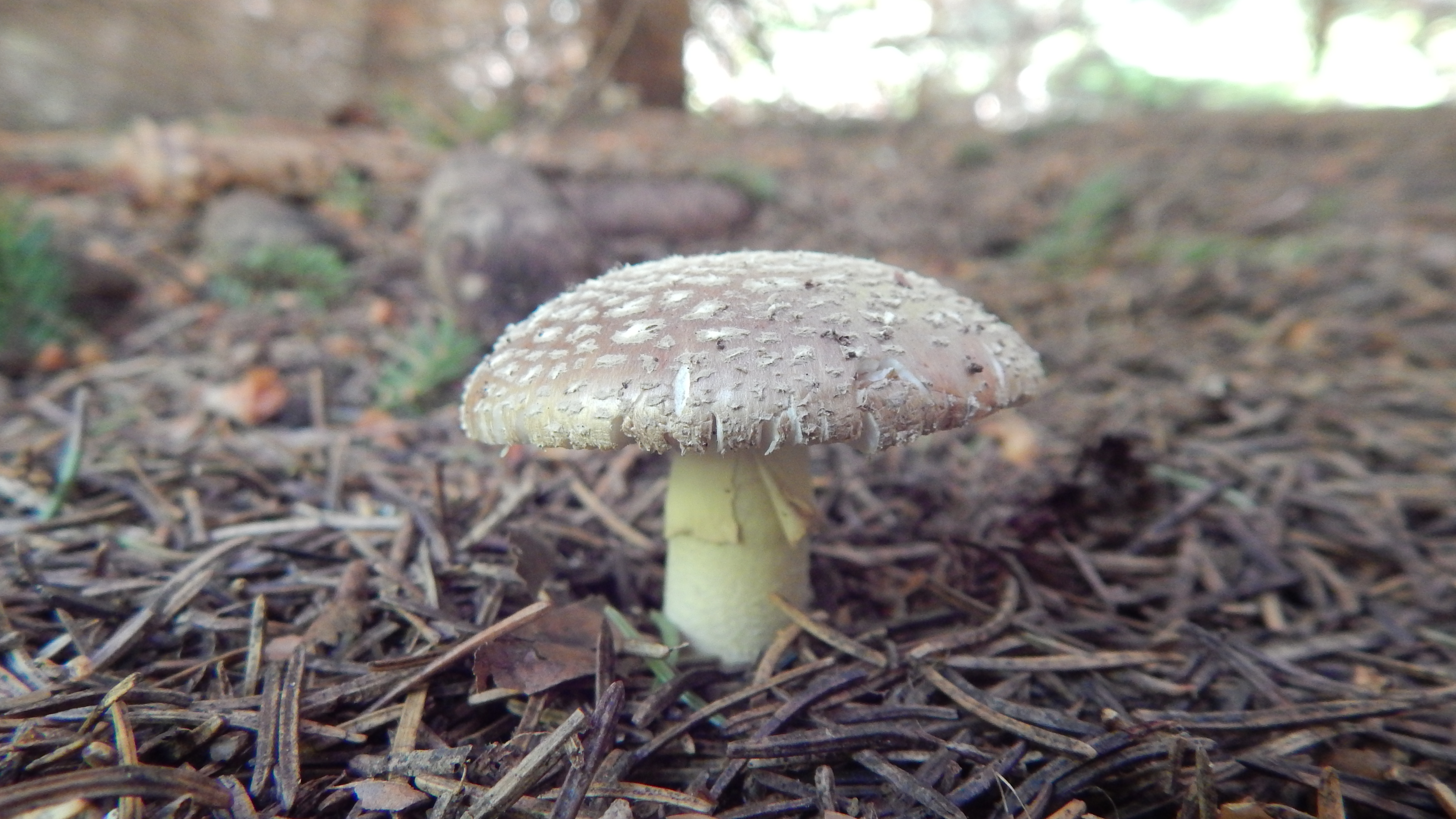
Amanita rubescens f. anulo sulphureus
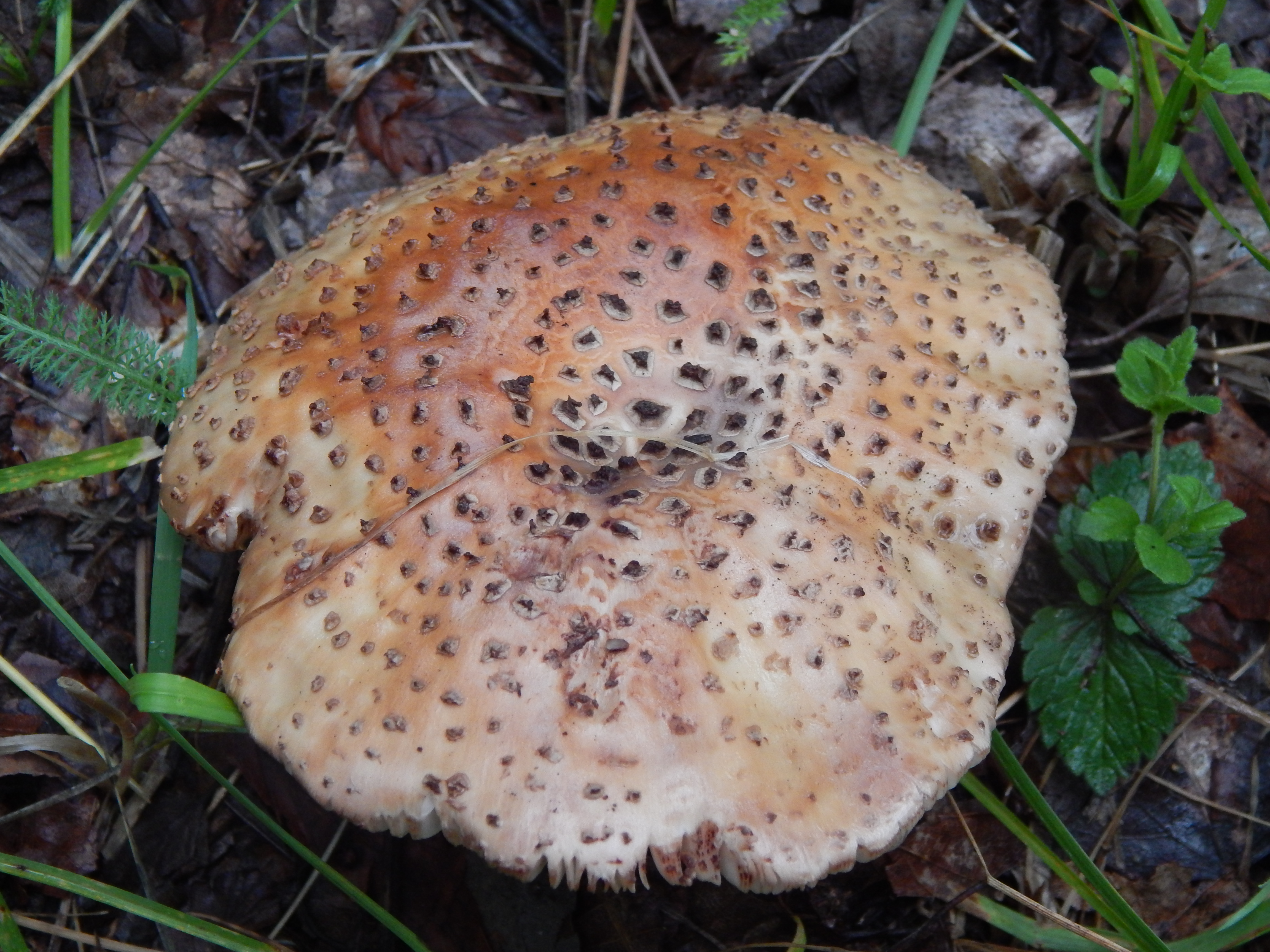
Amanita rubescens
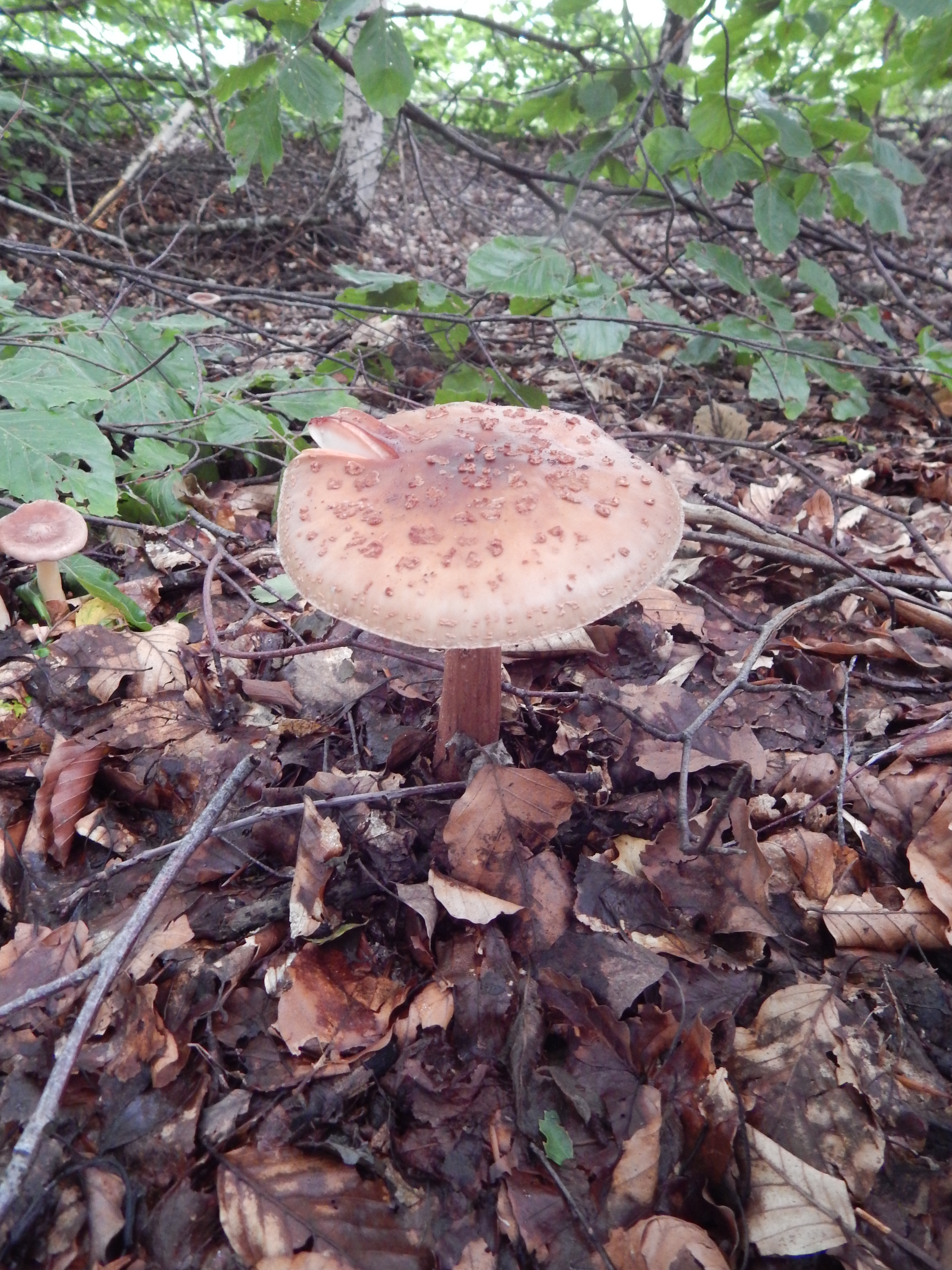
Amanita rubescens